# Nguyễn Sinh Hùng
Nguyễn Sinh Hùng (sinh ngày 18 tháng 1 năm 1946) là một chính khách người Việt Nam. Ông nguyên là Ủy viên Bộ Chính trị Ban Chấp hành Trung ương Đảng Cộng sản Việt Nam khóa X, XI, Chủ tịch Quốc hội Việt Nam khóa XIII giai đoạn (2011-2016), Chủ tịch Hội đồng bầu cử Quốc gia Việt Nam, Phó Thủ tướng Thường trực Chính phủ thời kỳ (2006-2011) trong Chính phủ của Thủ tướng Nguyễn Tấn Dũng.

## Tiểu sử
Nguyễn Sinh Hùng sinh ngày 18 tháng 1 năm 1946, thuộc dòng họ Nguyễn Sinh ở xã Kim Liên, huyện Nam Đàn, tỉnh Nghệ An trong gia đình có năm người con. Ông học cấp 1 và 2 ở Nam Đàn, sau đó ra Hà Nội học cấp 3 tại trường Trường Trung học phổ thông Việt Đức. Gia đình ông một thời sống tại 54 Phố Huế Hà Nội. Ông từng là sinh viên Đại học Tài chính và Kế toán (nay là Học viện Tài chính) (1966-1970).
Ngày 1 tháng 1 năm 1972, ông được tuyển dụng làm cán bộ của Ngân hàng Kiến thiết Trung ương, Bộ Tài chính.

## Sự nghiệp chính trị
Nguyễn Sinh Hùng gia nhập Đảng Cộng sản Việt Nam ngày 26 tháng 5 năm 1977, chính thức vào 26 tháng 5 năm 1978.
Năm 1978 đến 1982, ông đi học nghiên cứu sinh tiến sĩ về Kinh tế tại Bungari, Bí thư Chi bộ khối Kinh tế khóa nghiên cứu sinh người Việt tại Bungari.

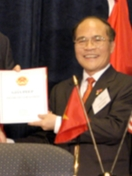
Ông Nguyễn Sinh Hùng khi là Bộ trưởng Tài chính, năm 2005

Từ tháng 10 năm 1986 đến tháng 1 năm 1990, ông Nguyễn Sinh Hùng là Chánh văn phòng Kho bạc Nhà nước, Bộ Tài chính. Năm 1990, ông giữ chức Cục trưởng Cục Kho Bạc Nhà nước, nay là Kho Bạc Nhà nước Việt Nam. Tháng 10 năm 1992, ông được bổ nhiệm làm Phó Bí thư Ban cán sự Đảng, Thứ trưởng Bộ Tài chính.
Tháng 6 năm 1996, tại Đại hội Đại biểu toàn quốc lần thứ VIII Đảng Cộng sản Việt Nam, được bầu là Ủy viên Ban Chấp hành Trung ương Đảng và giữ cương vị này liên tiếp các khoá VIII, IX, X, XI. Đồng thời ông cũng là đại biểu Quốc hội khóa X, XI, XII, XIII. Tại Đại hội Đảng lần thứ X, XI ông đều được bầu vào Bộ Chính trị.
Tháng 11 năm 1996, tại kỳ họp thứ 10 Quốc hội khóa IX, được Quốc hội phê chuẩn giữ chức Bí thư Ban Cán sự Đảng, Bộ trưởng Bộ Tài chính.

### Phó Thủ tướng Thường trực Chính phủ (2006-2011)
Ngày 28 tháng 6 năm 2006, ông được Quốc hội Việt Nam phê chuẩn bổ nhiệm làm Phó Bí thư Ban cán sự Đảng Chính phủ, Phó Thủ tướng Thường trực Chính phủ, theo đề xuất của Thủ tướng Nguyễn Tấn Dũng, đảm nhiệm các công việc chung trong hệ thống điều hành công việc của Chính phủ. Được giao trọng trách đảm nhận những công việc khi Thủ tướng đi vắng hoặc được Thủ tướng ủy quyền.
Tháng 5 năm 2007, ông làm Trưởng ban Chỉ đạo xây dựng Nhà Quốc hội do Chính phủ thành lập, ông quyết định việc tổ chức tháo dỡ Hội trường Ba Đình và các công trình kiến trúc trong khuôn viên Hội trường Ba Đình cần hoàn thành trong tháng 11 năm 2007.
Phó Thủ tướng Thường trực Chính phủ Nguyễn Sinh Hùng cũng làm Trưởng ban Chỉ đạo tái cơ cấu Tập đoàn Công nghiệp Tàu thủy Việt Nam (Vinashin) sau khi vụ Vinashin bị phanh phui làm ăn sai trái nợ 5 tỷ USD không có khả năng thanh toán. Phát biểu với báo giới tháng 10 năm 2010, ông nói: chậm nhất là đầu tháng 11 này, sẽ là một "Vinashin mới".

## Chủ tịch Quốc hội (2011-2016)
Ngày 23 tháng 7 năm 2011 ông được quốc hội bầu giữ chức Chủ tịch Quốc hội khoá XIII (2011-2016) với 91,4% phiếu bầu (tỷ lệ 457/497 đại biểu đồng ý). Phát biểu tại lễ nhận chức vụ mới, ông Hùng nói: "Các thành viên Ủy ban Thường vụ Quốc hội khóa XIII sẽ luôn nâng cao trình độ, kiên quyết phòng chống quan liêu, chống tham nhũng, lãng phí, gắn bó và lắng nghe ý kiến của nhân dân, thực sự đại diện cho ý chí và nguyện vọng của nhân dân".

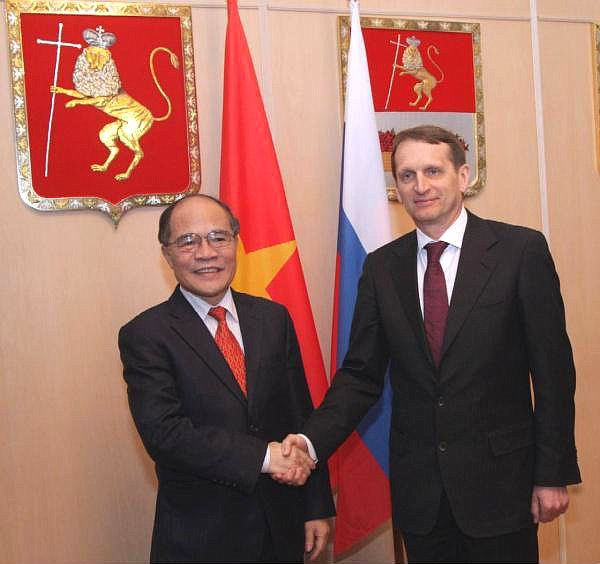
Nguyễn Sinh Hùng và Chủ tịch Duma Quốc gia Sergey Naryshkin, năm 2013

Ông là Chủ tịch Quốc hội duy nhất được bầu khi Tòa nhà Quốc hội đang được thi công, trong quãng thời này Quốc hội họp bàn tại Hội trường Bộ Quốc phòng cho đến Kỳ họp thứ 7 của khóa XIII đến Kỳ họp thứ 8 của khóa XIII là kỳ họp đầu tiên tại Tòa nhà Quốc hội.

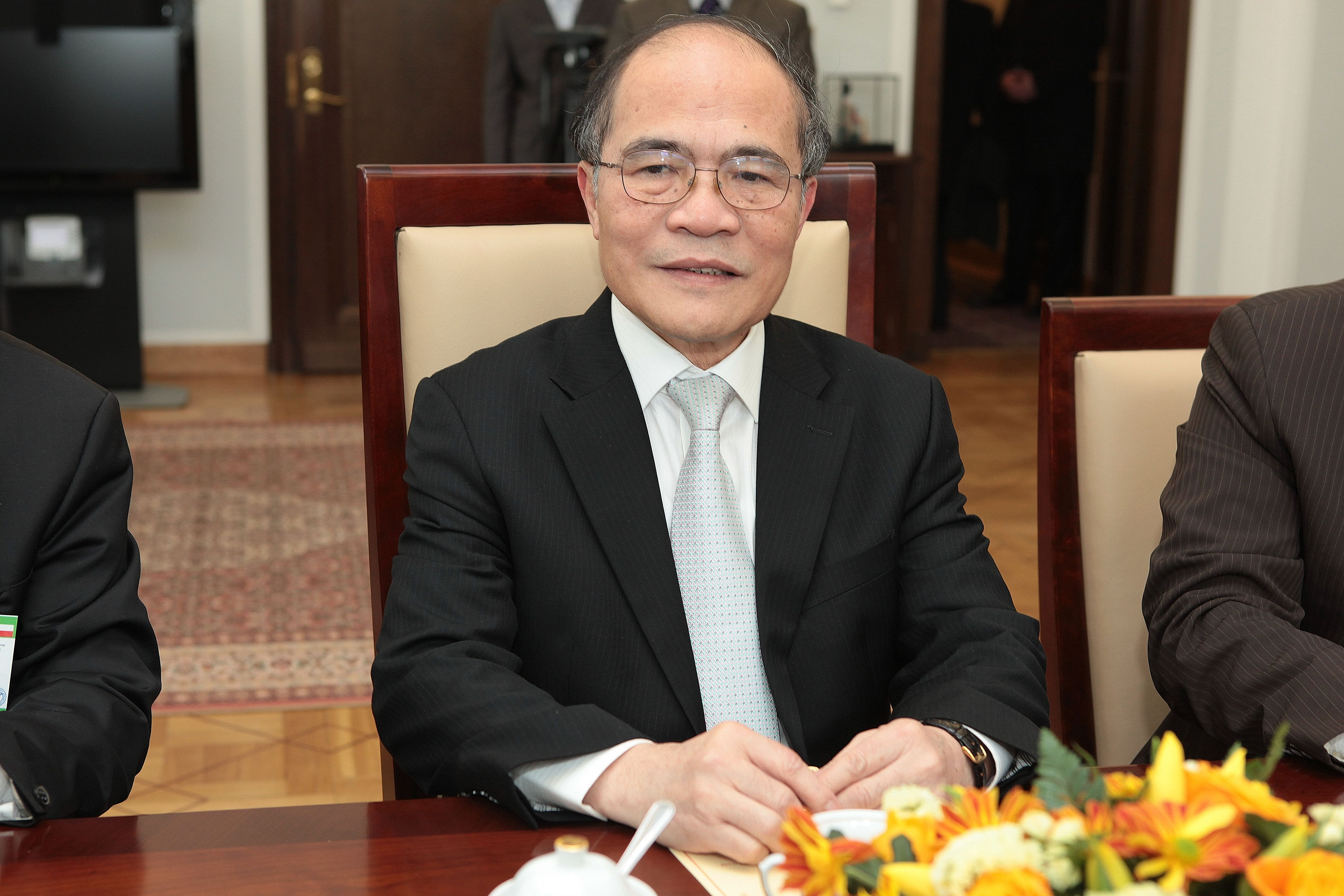
Ông Nguyễn Sinh Hùng tại Ba Lan, năm 2013

Ngày 28 tháng 11 năm 2013, sau nhiều lần họp bàn và bổ sung ông Nguyễn Sinh Hùng đã ký chứng thực Hiến pháp mới. Ông khẳng định Hiến pháp là văn kiện chính trị pháp lý đặc biệt quan trọng, là luật cơ bản, luật gốc của Nhà nước, phản ánh ý chí, lợi ích toàn dân tộc, định hướng chiến lược cho sự phát triển đất nước trong thời kỳ mới. Ngày 8 tháng 12 năm 2013, Hiến pháp mới đã được Chủ tịch nước ký Lệnh công bố.

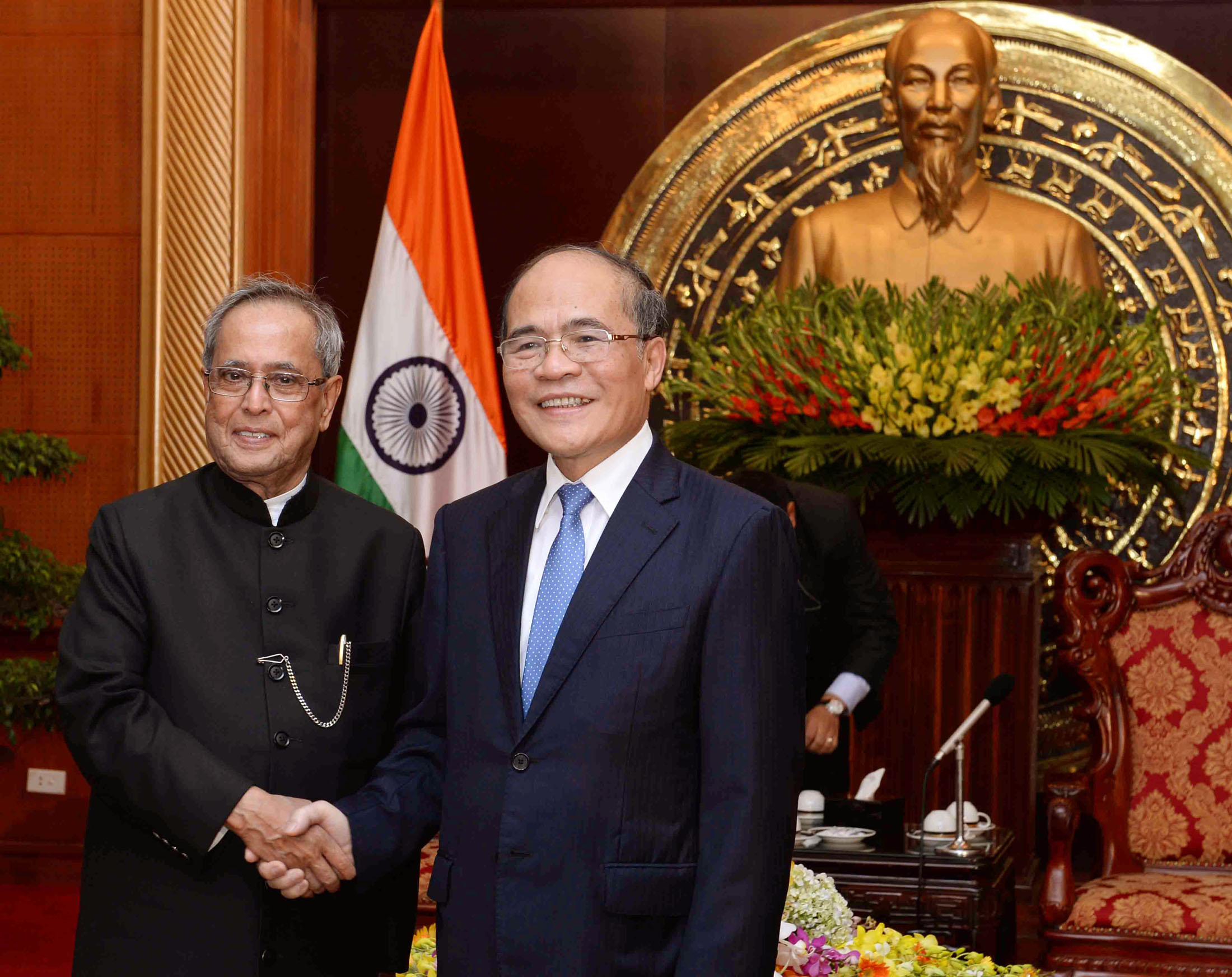
Chủ tịch Quốc hội Nguyễn Sinh Hùng gặp mặt Tổng thống Ấn Độ Shri Pranab Mukherjee, năm 2014

Ngày 28 tháng 7 năm 2014, ông đã tiếp Đoàn ĐB Ủy ban Ngân sách Hạ viện Nhật Bản tại buổi gặp mặt ông hoan nghênh và đánh giá cao việc Ủy ban Đối ngoại Hạ viện Nhật Bản đã sớm có những phát biểu mạnh mẽ và ra Nghị quyết phê phán hành vi hạ đặt trái phép giàn khoan Hải Dương 981 của Trung Quốc trong vùng thềm lục địa, vùng đặc quyền kinh tế của Việt Nam và mong muốn Nhật Bản tiếp tục lên tiếng, ủng hộ lập trường của Việt Nam về tuân thủ luật pháp quốc tế, bảo đảm tự do, an toàn hàng hải và thương mại, không để hòa bình, ổn định và hợp tác ở khu vực bị đe dọa. Ngày 4 tháng 8 năm 2014, ông đã cám ơn và đánh giá cao việc Thượng viện Hoa Kỳ đã ra Nghị quyết phản đối mạnh mẽ việc Trung Quốc hạ đặt trái phép giàn khoan Hải Dương 981 trong vùng thềm lục địa và vùng đặc quyền kinh tế của Việt Nam; đánh giá cao tuyên bố của Tổng thống Hoa Kỳ Barack Obama và Ngoại trưởng Hoa Kỳ John Kerry về vấn đề biển Đông.
Vào lần kỷ niệm 70 năm Cách mạng Tháng Tám và Quốc khánh 2/9 ông đã chủ trì tiệc chiêu đãi đãi mừng Quốc khánh tại trụ sở Liên Hợp Quốc. Ngày 3 tháng 9 năm 2015 theo giờ Việt Nam sau khi dự Hội nghị Thượng đỉnh các Chủ tịch Quốc hội thế giới lần thứ 4 ông chính thức thăm Hoa Kỳ.
Ngày 30/03/2016, Quốc hội đã biểu quyết thông qua nghị quyết về việc miễn nhiệm chức danh Chủ tịch Quốc hội đối với ông, sau đó ông được nghỉ hưu theo chế độ. Phó Chủ tịch Quốc hội Nguyễn Thị Kim Ngân được đề cử làm Chủ tịch Quốc hội. Ngày 31 tháng 3 năm 2016, bà Nguyễn Thị Kim Ngân được bầu làm Chủ tịch Quốc hội thay ông Nguyễn Sinh Hùng. Trong nhiệm kỳ ông có phát ngôn gây tranh cãi: "Quốc hội tức là dân, dân quyết sai thì dân chịu chứ đòi kỉ luật ai?"; "Nếu cách chức hết thì lấy ai làm việc"

### Quan điểm
Về tội tuyên truyền chống Nhà nước CHXHCN VN (điều 88), Chủ tịch QH Nguyễn Sinh Hùng cho ý kiến: " Tôi nói thật là ta phát biểu nhiều khi cũng vi phạm, bắt cũng được đấy. Nói như vậy để thấy là không thể để một cái tội chống nhà nước quy định chung chung như vậy, muốn bắt ai thì bắt, đâu có được".

## Nghỉ hưu
Sau khi nghỉ hưu ông ít xuất hiện trước công chúng. Ngày 19 tháng 7 năm 2017, tại Nhà Quốc hội Chủ tịch Quốc hội Nguyễn Thị Kim Ngân trao Huy hiệu 40 năm tuổi Đảng cho ông.

## Gia đình
Con trai ông Nguyễn Sinh Hùng, Nguyễn Sinh Nhật Tân, được bổ nhiệm làm thứ trưởng Bộ Công Thương ngày 10.9.2021.

## Khen thưởng
- Huân chương Hồ Chí Minh (2025)
- Huân chương Lao động hạng Nhất (2002)[cần dẫn nguồn]
- Huân chương Itsara hạng Nhất của Lào (năm 2007)[cần dẫn nguồn]